# Meliorism
Meliorismul este o idee în gândirea metafizică care susține că progresul este un concept real care conduce la îmbunătățirea lumii. Ea susține că oamenii, prin interferența lor în procesele care altfel ar fi naturale, pot produce un rezultat superior celui care ar fi fost produs în mod natural.
Meliorismul, ca o concepție filozofică despre persoană și societate, se află la baza democrației liberale contemporane și a drepturilor omului și este o componentă de bază a liberalismului.
O altă interpretare importantă a tradiției melioriste provine din tradiția pragmatică americană, reprezentată de lucrările lui Lester Frank Ward, William James și John Dewey. 
Meliorismul a fost, de asemenea, folosit de Arthur Caplan pentru a descrie situațiile bioetice, care susțin favorizarea condițiilor amelioratoare care provoacă suferință, chiar dacă aceste condiții au existat mult timp (de exemplu, favorizarea tratamentelor pentru boli comune sau favorizarea unor terapii antiîmbătrânire dezvoltate în prezent).
Un concept apropiat discutat de Jean-Jacques Rousseau și de marchizul de Condorcet este cel al perfectibilității omului.
Declarația lui Condorcet: „acesta este subiectul lucrării pe care am realizat-o, al cărei rezultat va fi expus de raționament și de fapte: că nu au fost stabilite limite pentru îmbunătățirea capacităților umane; că perfectibilitatea omului este absolut nelimitată; că progresul acestei perfectibilități, care nu poate fi împiedicat de controlul niciunei puteri, nu are alte limite decât durata de viață a planetei pe care ne-a așezat natura.” anticipează meliorismul lui James.
Opiniile filozofice ale lui Rousseau referitoare la această idee sunt mai slab argumentate.